# إلوب سنغالي
إلوب سنغالي (الاسم العلمي: Elops senegalensis) (بالإنجليزية: Senegalese ladyfish)‏ هو نوع من الأسماك يتبع جنس الإلوب من فصيلة الإلوبات.